# NGC 2975
NGC 2975 is een elliptisch sterrenstelsel in het sterrenbeeld Waterslang. Het hemelobject werd in 1886 ontdekt door de Amerikaanse astronoom Ormond Stone.

## Synoniemen
- NPM1G -16.0291
- PGC 27664